# Eria odorifera
Eria odorifera är en orkidéart som beskrevs av Leav. Eria odorifera ingår i släktet Eria och familjen orkidéer.
Artens utbredningsområde är Filippinerna. Inga underarter finns listade i Catalogue of Life.